# Nayla
Nayla es el segundo álbum de estudio del músico argentino David Lebón, lanzado en 1980 por Sazam Records. Originalmente concebido como LP doble, el álbum fue gestado mientras Lebón formaba parte de Serú Girán, pero finalmente fue editado como LP sencillo ante la negativa de la compañía discográfica.
Las canciones de este disco formaban parte del repertorio de Seleste, grupo anterior de Lebón antes de Serú Girán. El proyecto sólo duró un año, antes que Lebón aceptara la oferta de Charly García para formar parte del legendario cuarteto.
Este disco se desvia un poco de la linea estilistica de Lebon , ya que se centra en un sonido mas influenciado por el jazz rock, que estaba en boga en ese entonces.
La salida del LP se retrasó casi un año a causa del accidente que sufrió la hija de David, Nayla, a quien se le debe el nombre del disco.
Fue presentado el 22 de marzo de 1980, en el Teatro Premier de Buenos Aires.

## Lista de temas
- Todos los temas fueron compuestos por David Lebón.

Lado A
1. María Navidad (3:47)
2. Tema de Seleste (5:50)
3. Tu amor borró el pasado (6:02)
4. Está muy bien (5:25)

Lado B
1. Poder (4:59)
2. Estoy en Tropicalia (7:01)
3. Bolemigrero (6:05)
4. Super pesado (instrumental) (1:45)

## Músicos
- David Lebón - guitarra, batería, teclados, piano acústico, voz.
- Pedro Aznar - bajo fretless, teclados.
- Rinaldo Rafanelli - bajo
- Diego Rapoport - piano Yamaha
- Oscar Moro - batería

## Créditos
- Arte de tapa - Rodolfo Bozzolo
- Fotos - Cachi Diamint